# Elder
Elder es un grupo de Rock/Heavy Progresivo originarios de Boston, Massachusetts conformados por el guitarrista y líder del grupo Nick DiSalvo, el bajista Jack Donovan, guitarrista/tecladista Michael Risberg y el baterista Georg Edert. Han lanzado 5 álbumes de estudio y múltiples Demos y EPs desde el 2006.
En 2011 el líder del grupo dijo que Colour Haze y Dungen son "Las bandas que  realmente han influenciado la metodología o filosofía de la banda detrás de la nueva dirección que está tomando el grupo".

## Historia
Elder lanzó su primer álbum  "Elder / Queen Elephantine" en 2006; siendo un split álbum con la banda de rock psicódelico Queen Elephantine. Tocaron en vivo en el Roadburn Festival en el 2013. En 2010 grabaron una sesión en vivo en Valley Homeground en donde tocaron canciones de su álbum homónimo "Elder" y de su álbum inédito "Dead Roots Stirring" del 2011. La banda tiene sede actualmente en Fairhaven, Massachusetts.

## Discografía

### Elder / Queen Elephantine(2006)
Este split álbum es la primera aparición de la banda bajo el nombre de Elder lanzado en septiembre de 2006.
Discográfica: Concrete Lo-Fi Records
Lista de Canciones:
1. Queen Elephantine - Ramesses I
2. Queen Elephantine - Ramesses II
3. Queen Elephantine - Ramesses III
4. Queen Elephantine - Ramesses IV
5. Elder - 1162
6. Elder - Red Sunrise
7. Elder - Black Midnight
8. Elder - Soul Incarnate

### Elder(2007)
El primer demo de Elder lanzado en mayo de 2007.
Discográfica: Harsh Brutal Cold Productions
Lista de canciones:
1. 1162
2. Red Sunrise
3. Black Midnight

### Elder(2008)
Primer álbum de estudio. El álbum tiene una mezcla de elementos del Doom metal y Stoner rock.
Discográfica: MeteorCity Records
Lista de canciones:
1. White Walls
2. Hexe
3. Riddle of Steel Pt. 1
4. Ghost Head
5. Riddle of Steel Pt.2

### Dead Roots Stirring(2011)
Este álbum, diferente a los previos, se centra en elementos del stoner rock y algunos de Rock psicodélico. Clay Neely fue el ingeniero de sonido, Justin Pizzoferrato lo mezcló, Adrian Dexter creador del arte del álbum.
Discográfica: MeteorCity Records
Lista de canciones:
1. Gemini
2. Dead Roots Stirring
3. III
4. The End
5. Knot

### Demos & Live(2012)
Segundo demo.
Discográfica: Acid Punx
Lista de canciones:
1. 1162
2. Red Sunrise
3. Black Midnight
4. Gemini (Live)
5. Riddle of Steel (Live)

### Spires Burn / Release(2012)
EP, que solo fue lanzado en vinilo y posteriormente convertido en formato digital. Lanzado en abril de 2012.
Lista de canciones:
1. Spires Burn
2. Release

### Elder: Live at Roadburn(2013)
Álbum en vivo lanzado el 15 de Noviembre con seis canciones de sus anteriores lanzamientos.
Discográfica: Burning World Records
Lista de canciones:
1. Gemini
2. Dead Roots Stirring
3. Spires Burn
4. The End
5. Knot
6. Riddle Of Steel Pt. 1

### Lore(2015)
Álbum de estudio lanzado el 27 de febrero de 2015. Él álbum tiene elementos que evocan a un rock progresivo, opuesto a un sonido más cercano al stoner rock/metal de sus anteriores lanzamientos.
Discográfica: Stickman Records
Lista de canciones:
1. Compendium
2. Legend
3. Lore
4. Deadweight
5. Spirit at Aphelion

### Reflections of a Floating World(2017)
Lanzado en junio 2, 2017.  La revista Rolling Stone lo colocó en el #5 de su lista de álbumes de metal de 2017.
Discográfica: Stickman Records
Lista de canciones:
1. Sanctuary
2. The Falling Veil
3. Staving Off Truth
4. Blind
5. Sonntag
6. Thousand Hands

### The Gold & Silver Sessions(2019)
Lista de canciones:
1. Illusory Motion
2. Im Morgengrauen
3. Weißensee

### Omens(2020)
Omens fue lanzado el 24 de abril de 2020. La pista que da título al álbum fue lanzada como sencillo en febrero de 2020.
Lista de canciones:
1. Omens
2. In Procession
3. Halcyon
4. Embers
5. One light retreating

### Innate Passage(2022)
Innate Passage fue lanzado el 25 de noviembre de 2022.
Innate Passage es el sexto trabajo de Elder. Encuentra a la banda con sede principalmente en Berlín, en la era posterior a la pandemia, como veteranos al frente de una liga de grupos progresivos y pesados que trabajan en gran parte bajo su influencia; una presencia majestuosa tan confiablemente innovadora como impredecible en sonido. Se encuentran entre los actos más importantes de su generación, en su mayoría aún emergente. Auténticos líderes en estilo e intención expresiva. Innate Passage es una prueba más de ello.
En la primavera de 2020, Elder lanzó su quinto álbum, Omens, y con él estableció un precedente sobre su interpretación más progresiva del rock and roll pesado en expansión. Dos años más tarde, Innate Passage se basa en muchos conceptos similares, pero supera a su predecesor en todos los niveles de rendimiento, peso de su impacto, interacción entre las guitarras y teclas del fundador Nick DiSalvo y Mike Risberg, la percusión ahora establecida de Georg Edert: quien hizo su debut en Omens, y la calidez tonal del bajista Jack Donovan que subraya el brillo de los protagonistas de DiSalvo.
Dice DiSalvo: “Este disco canaliza el mundo surrealista en el que vivimos desde un punto de vista fantástico, no superliteralmente, y cómo nosotros, como humanos, procesamos eso; cada uno en su propio paso por el tiempo y el espacio y cualquier versión de la realidad que elija para sí mismo. La frase 'Pasaje Innato' me apareció cuando escribía el disco. El paso y la transición son necesarios en la condición humana y este proceso nos es intrínseco. Todo el crecimiento y la introspección que atravesamos en los últimos años me lo hicieron más evidente que cualquier otra experiencia en la vida hasta ahora”.
"Catastasis" comienza Innate Passage con una perspectiva brillante y las armonías vocales más complejas que Elder haya producido jamás. Junto a DiSalvo, Innate Passage presenta por primera vez a un cantante invitado en Behrang Alavi (Samavayo), quien suma su voz a lo que ya es una actuación profesional para DiSalvo como cantante; su voz es más segura, tiene más presencia y más alcance que nunca. Esa es solo una de las formas en que Innate Passage se adentra audazmente en esta nueva era para Elder.
Ya sea que se trate de un protagonista triturador en la culminación de "Endless Return" o de la paciente, casi serpenteante, construcción del crescendo y el desvanecimiento de "Merged in Dreams/Ne Plus Ultra", Elder está más preparado que nunca mientras ejecutan este material. En la pieza central "Coalescence", ofrecen una complejidad rítmica digna de Opeth y un drama de piano compensado por una guitarra pesada y retorcidos, y en "The Purpose", crean una melodía fascinante sin sacrificar la claridad de los instrumentos individuales que la componen. hazlo.
Como el álbum termina con una guitarra suave en respuesta a la introducción de “Catastasis”, la sensación de totalidad que surge es un aspecto más que argumenta a favor de Elder como singularmente crucial. Innate Passage es la culminación de todo lo que han hecho antes, y eso es motivo de celebración, pero más, es que después de más de 15 años, todavía están avanzando hacia lugares donde ni ellos ni nadie a quien hayan influenciado han llegado todavía. Desaparecido. 
– JJ Koczan, septiembre de 2022. 
Créditos:
Nicholas DiSalvo - Guitarra, Voz, Teclados
Jack Donovan - Bajo
Michael Risberg - Guitarra, Teclados
Georg Edert - Batería
Voces adicionales en "Catastasis" y "Endless Return" de Behrang Alavi.
Claves adicionales en "The Purpose" de Fabio Cuomo.
Grabado y mezclado por Linda Dag en Clouds Hill Studio.
Masterizado por Carl Saff.
Cover Art de Adrian Dexter.
Lista de canciones:
1. Catastasis
2. Endless Return
3. Colescence
4. Merged In Dreams - Me Plus Ultra
5. The Purpose